# Израильско-итальянские отношения
Израильско-итальянские отношения — двусторонние дипломатические отношения между Израилем и Италией в политической, социально-экономической, культурной и иных сферах.

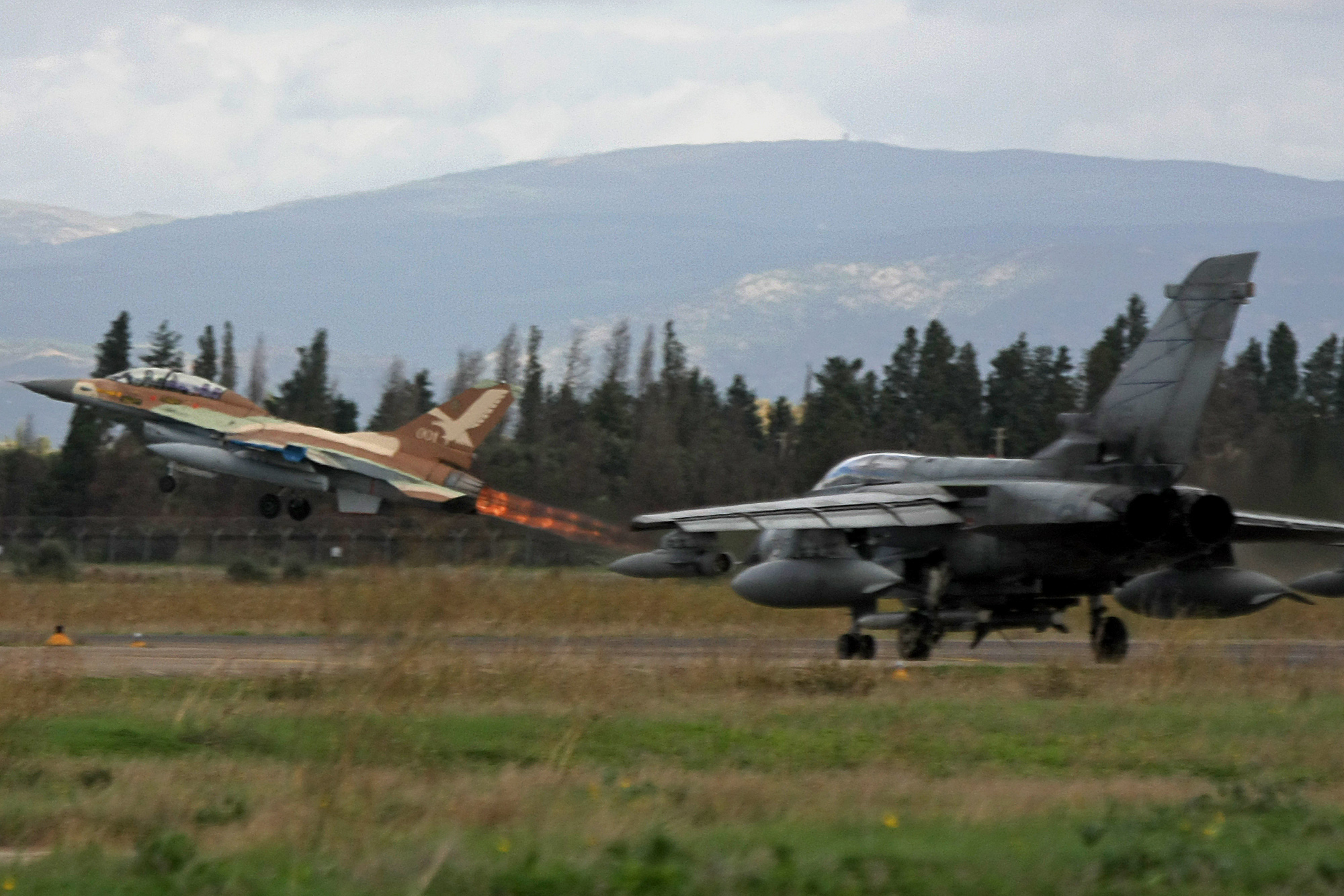
ВВС Израиля и ВВС Италии проводят обширные двухнедельные совместные учения на Сардинии. 2010 год.

## Дипломатические отношения
Италия признала Израиль 8 февраля 1949 года.
Действует посольство Италии в Тель-Авиве, два генеральных консульства в Западном Иерусалиме и Восточном Иерусалиме, а также 4 почётных консульства в Беер-Шеве, Эйлате, Хайфе и Назарете.
Первым послом Италии в Израиле был Карло Гаспарини, начав свою работу в 1949 году.
Действует посольство Израиля в Риме.
Отношения между Италией и Израилем остаются крепкими, с частыми дипломатическими обменами и высоким уровнем торговли. Израильское правительство с большим вниманием следит за борьбой с международным терроризмом, проводимой правительством Италии (также на европейской арене: решение на конференции в Рива-дель-Гарда включить Хамас в европейский список организаций, считающихся террористическими). Израиль также с благодарностью относится к действиям итальянских дипломатов в рамках комиссий ООН по вопросам ближневосточного урегулирования. Израиль приветствует последовательную и жесткую позицию Италии по вопросам проявления антисемитизма в любой форме, проводимый правительством Италии.

### Двусторонние визиты
В декабре 2018 года  глава МВД Италии и заместитель премьер-министра Маттео Сальвини посетил Израиль с официальным двухдневным визитом. Он проинспектировал границу с Ливаном, где наблюдал за уничтожением тоннелей Хезболлы. Позднее министр провёл переговоры с премьер-министром Биньямином Нетаньяху, министром юстиции Аелет Шакед и посетил мемориальный комплекс «Яд ва-Шем» в Иерусалиме.
В январе 2019 года в Израиль прибыл глава итальянского внешнеполитического ведомства Энцо Моаверо-Миланези. На переговорах с премьер-министром Нетаньяху обсуждались расширение двустороннего сотрудничества в сфере технологий, инноваций и промышленности, а также продвижение процесса создания Восточно-средиземноморского трубопровода, по которому, как ожидается, газ будет экспортироваться из Израиля в Европу через Кипр и Грецию.

## Экономическое сотрудничество
В 2002 году между странами было подписано соглашение о промышленном, научном и технологическом сотрудничестве.
Италия сотрудничает с Израилем в области химии, машинного оборудования, транспорта, инфраструктуры, энергетики, биомедицины, робототехники, медицинского оборудования.
В Израиле действуют итальянские компании.
В ноябре 2018 года Израиль, Греция, Кипр и Италия подписали соглашение о строительстве Восточно-средиземноморского газопровода, который соединит эти страны и будет доставлять израильский и кипрский природный газ в Европу. Работы по прокладке газопровода должны были продлиться 5 лет и оценивались в €7 млрд. Газопровод протянется на 2200 км, и станет самым глубоководным в мире. Его пропускная способность оценивается в 20 млрд м3 в год.

## В области культуры
В ноябре 1971 года между странами было подписано соглашению о сотрудничестве в сфере культуры. Согласно этому соглашению были созданы итальянские культурные центры в Тель-Авиве и Хайфе.
Итальянская культура имеет очень высокий авторитет среди израильтян, которые часто посещают Италию с образовательными целями, по работе, как туристы, а также в рамках научного или культурного обмена.
За последние 10 лет[когда?] на иврит были переведены 105 книг итальянских писателей. Переводятся книги как классиков так и современных писателей.
Итальянские фильмы участвуют в Международном хайфском кинофестивале и Иерусалимском международном кинофестивале. Осуществляются показы фильмов ежегодного Итальянского кинофестиваля в Тель-Авиве, Иерусалиме, Герцлии,
В 2018 году между странами было подписано соглашение о совместном производстве фильмов.
В Израиле проводится день итальянского дизайна.
В Иерусалиме действует музей итальянской культуры Umberto Nahon.
Сильная община «итальким» (итальянских евреев, которые репатриировались в Израиль) укрепляет культурные связи между двумя странами и способствует распространению итальянской культуры в Израиле. Итальянский Институт Культуры проводит мероприятия в Культурном центре евреев ливийского происхождения в городе Ор-Йехуда, где действуют курсы по изучению итальянского языка.
С 1960 года в Израиле действует Итальянский культурный институт. Его главный офис находится в Тель-Авиве, а также некоторые отделения в Хайфе.
Итальянское посольство и Итальянский культурный институт способствовали созданию ассоциации «Друзья Италии», которая состоит из более, чем 15 000 человек.
В нескольких центрах по всей стране преподается итальянский язык. Общее количество студентов в центрах под непосредственным контролем Итальянского культурного института в 2004 году достигло 1500 человек. На 150 различных курсах преподают 30 учителей. Если учитывать курсы Общества Данте Алигьери, общее число учащихся достигает 2500 человек.
В последнее время[когда?] была успешно проведена серия переговоров по возможности внедрения обучения итальянскому языку в некоторых школах и вузах Израиля. По состоянию на 2005—2006 учебный год, Итальянский Культурный Институт в Тель-Авиве открыл три академических курса итальянской культуры и языка при междисциплинарном центре в Герцлии. Итальянский язык преподается в четырёх из семи университетов Израиля. Израильские студенты в итальянских университетах изучают медицину, юриспруденцию, естественные науки, политологию, архитектуру и искусство.
В Италии действует Союз сообществ евреев Италии. Союз объединяет в себе 21 сообщество евреев Италии. Целью союза является религиозное, духовное, культурное, социальное развитие. Штаб-квартира союза расположена в Риме. Главой союза с июля 2016 года является Ноэми ди Сеньи.
В Израиле действуют три археологические экспедиции от университета Сапиенца, Неаполитанского университета, Флорентийского университета.

## В области науки
В сентябре 2020 года с космодрома Куру во Французской Гвиане ракета-носитель «Vega» вывела на орбиту нано-спутник «DIDO-3» совместной итальянско-израильской разработки. Это миниатюрная лаборатория для проведения опытов в сфере медицины, химии и биологии.

## Военное сотрудничество

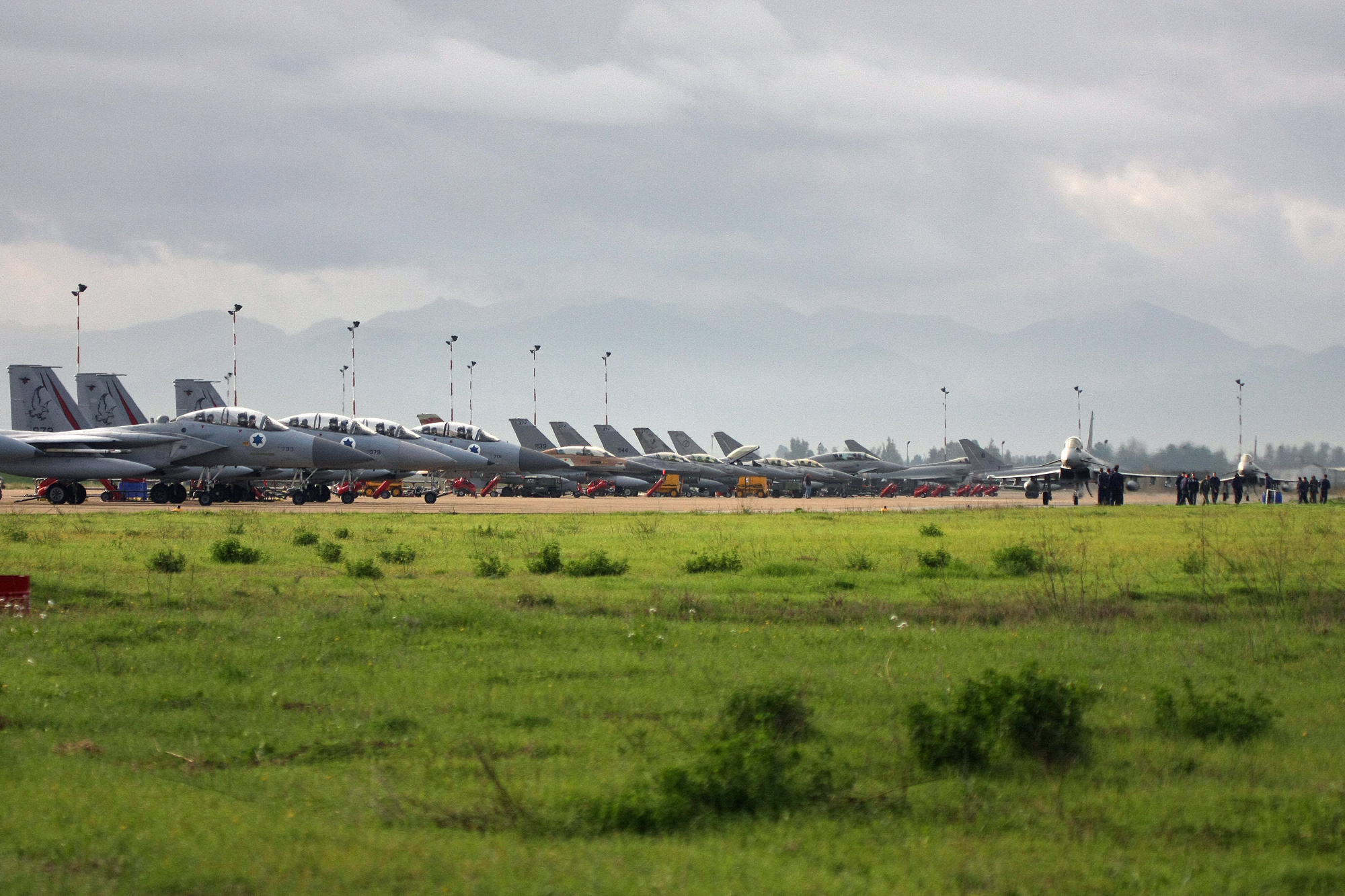
Израильские ВВС на учениях на Сардинии (ноябрь 2010 года)

В феврале 2019 года министерство обороны Израиля закупило 7 учебно-тренировочных вертолётов, произведенных холдингом «Leonardo» для нужд ВВС ЦАХАЛа на сумму $157 млн. Новые вертолёты заменят вертолёты Bell 206 американского производства («Сайфан»), эксплуатируемые израильскими ВВС с 70-х годов. Кроме того, в рамках достигнутого соглашения министерство обороны Италии закупит израильскую военную технику на примерно такую же сумму.
В июле 2022 года Италия закупила у израильской компании «Авиационная промышленность» (IAI) два два самолёта-разведчика на сумму $ 550 млн. В свою очередь Израиль купил у итальянской компании «Leonardo» несколько десятков тренировочных самолётов.